# GNU Guix
GNU Guix (pronunciat [ɡiːks]) és un gestor de paquets pel sistema GNU. Està basat en el gestor de paquets Nix, amb APIs en Guile Scheme, i només proporciona programari lliure.
El projecte GNU va anunciar el novembre del 2012 la primera publicació de GNU Guix, un gestor de paquets funcional basat en Nix que proporciona, entre altres coses, APIs en el llenguatge Scheme. El projecte el va iniciar el juny del 2012 Ludovic Courtès, un dels desenvolupadors de GNU Guile. El 20 d'agost del 2015 es va anunciar que Guix s'havia portat a GNU Hurd, cosa que el feia el primer gestor de paquets natiu de Hurd.
El projecte Guix també desenvolupa la Guix System Distribution (abreujat GuixSD), un sistema GNU instal·lable complet que utilitza el nucli Linux-libre i el sistema d'inicialització GNU Shepherd.